# Pa' dentro
Pa' dentro è un singolo della cantautrice spagnola Ana Mena, in collaborazione con il cantante giamaicano Sean Kingston, pubblicato il 16 novembre 2018 dall'etichetta Sony Music España.

## Descrizione
Il brano, scritto dalla stessa cantautrice con Alfonso Ordoñez, Bruno Nicolás Fernández, in arte Dabruk, Jorge Luis Charcín, José Luis de la Peña Mira e Maria José Fernández, è prodotto da Dabruk.

## Video musicale
Il video musicale è stato pubblicato in concomitanza all'uscita del brano attraverso il canale YouTube della cantautrice.

## Tracce
Testi e musiche di Ana Mena Rojas, Alfonso Ordoñez, Bruno Nicolás Fernández, Jorge Luis Charcín, José Luis de la Peña Mira e Maria José Fernández.
1. Pa' dentro (feat. Sean Kingston) – 3:07

## Formazione
Musicisti
- Ana Mena Rojas – voce
- Kisean Paul Anderson (Sean Kingston) – voce
- Alfonso Ordoñez – voci di sottofondo
- Juan Guevara – chitarra

Produzione
- Alfonso Ordoñez – produzione, registrazione, missaggio
- Bruno Nicolás Fernández (Dabruk) – produzione
- José Luis de la Peña Mira – produzione esecutiva
- Randy Merill – masterizzazione